# Soyouz TMA-10
Soyouz TMA-10 est une mission du programme Soyouz lancée le 7 avril 2007. Elle a assuré le transport de deux membres de l'équipage de l'Expédition 15 vers la Station spatiale internationale. TMA-13 est le 97e vol d'un vaisseau spatial Soyouz depuis le premier en 1967. La capsule est revenue sur Terre le 21 octobre 2007.

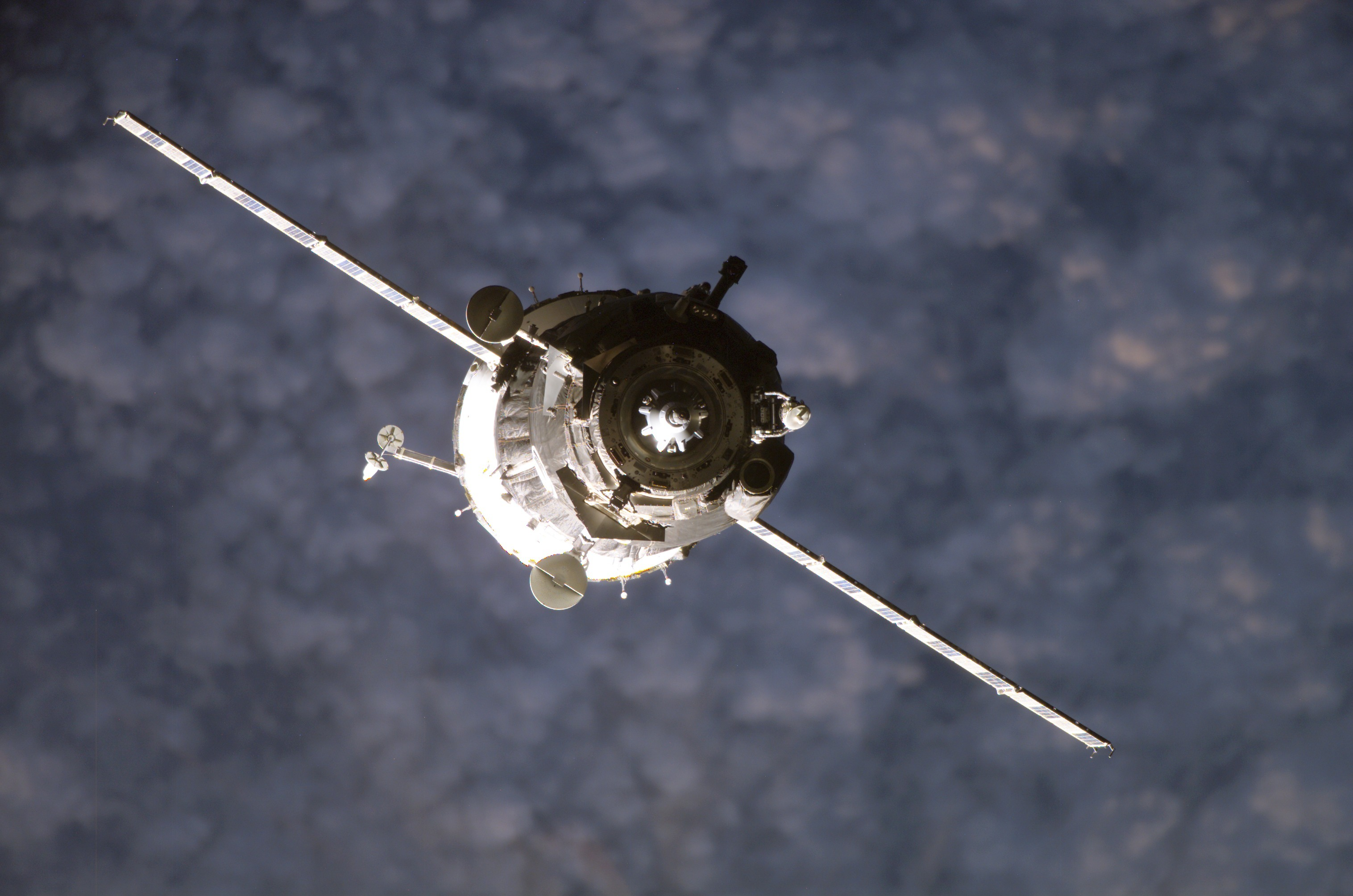
Vaisseau Soyouz TMA-10 à l'approche de la Station spatiale internationale.

## Équipage

### Au décollage
- Oleg Kotov (1) - Ingénieur de vol -  Russie
- Fiodor Iourtchikhine (2) - Commandant -  Russie
- Charles Simonyi (1) - Touriste spatial -  États-Unis

### À l'atterrissage
- Oleg Kotov (1) -  Russie
- Fiodor Iourtchikhine (2) -  Russie
- Sheikh Muszaphar Shukor (1) -  Malaisie

Le chiffre entre parenthèses indique le nombre de vols spatiaux effectués par l'astronaute, Soyouz TMA-10 inclus.

### Équipage de réserve
- Roman Romanenko - Commandant -  Russie
- Mikhail Korniyenko - Ingénieur de vol -  Russie
- Gregory Chamitoff - Ingénieur de vol -  États-Unis
- Sandra Magnus - Ingénieur de vol -  États-Unis